# Birgitt Kilian
Birgitt Kilian  ist eine deutsche Kostümbildnerin.

## Leben
Birgitt Kilian studierte Kostümbild an der HAW Hamburg und Theatredesign an der University of the Arts London.
Ab Mitte der 1990er Jahre wirkte sie an diversen Kino- und Fernseh-Produktionen mit, als Kostümbildnerin bereits bei „Schartl“ (1994) von Siegfried Zimmerschied, zunächst aber meist als Kostümbildassistentin wie beispielsweise bei Herbert Achternbuschs „Hades“ (1994), Peter Thorwarths „Bang Boom Bang – Ein todsicheres Ding“ (1999) und mehreren Beiträgen der TV-Reihe „Tatort“.
Verantwortliche Kostümbildnerin war Kilian seit Anfang der 2000er Jahre. Sie stattete zahlreiche Filme aus, die der 'Berliner Schule' zugerechnet werden, viele davon preisgekrönt.
So entwarf sie die Kostüme für die Werke von Ulrich Köhler, angefangen bei „Bungalow“ (2002) über „Montag kommen die Fenster“ (2006) bis zu „In My Room“ (2018); für Christoph Hochhäusler übernahm sie das Kostümdesign bei „Milchwald“ (2009) und „Unter dir die Stadt“ (2009), für Thomas Arslan bei „Ferien“ (2007), für Angela Schanelec bei „Der traumhafte Weg“ (2016) und „Ich war zuhause, aber“ (2019). Auch mit Michael Klier („Farland“, 2002, „Alter und Schönheit“, 2007), Maria Speth („Madonnen“, 2007, „Töchter“, 2014) und Nicolas Wackerbarth („Casting“, 2016) arbeitete sie zusammen.
2013 arbeitete Birgitt Kilian für die Videoinstallation „Deep Gold“ erstmals mit dem Künstler Julian Rosefeldt zusammen. 2015 folgte eine weitere Zusammenarbeit für „The Swap“.
Darüber hinaus entwarf sie immer wieder die Kostüme für Fernsehfilme, darunter mehrere Krimis und Thriller in der Regie von Stefan Kornatz, zum Beispiel „Das Ende einer Maus ist der Anfang einer Katze“ (2011). Auch im Kino arbeitete sie gelegentlich an genrenahen Stoffen, so bei den Thriller-Dramen „Fata Morgana“ (2007) und „Auf einmal“ (2016) und der bayerischen Krimikomödie „Weißbier im Blut“ (2020).
Für ihre Kostüme zu Andreas Dresens Justiz- und Politdrama „Rabiye Kurnaz gegen George W. Bush“, der den Fall des unschuldig in Guantanamo festgehaltenen Murat Kurnaz aus der Perspektive seiner Mutter schildert, wurde Birgitt Kilian für den Deutschen Filmpreis 2022 nominiert.
2022 entwarf sie außerdem das Kostümbild für die Schumann-Oper „Szenen aus Goethes Faust“  an der Opera Vlaanderen unter der Regie von Julian Rosefeldt.
2023 war sie Teil der Jury des Bild-Kunst Förderpreises für das Beste Kostümbild und Beste Szenenbild des VSK im Rahmen der Hofer Filmtage.
Kilian arbeitete bei „In Liebe, Eure Hilde“ (2024) über die NS-Widerstandskämpferin Hilde Coppi erneut mit Andreas Dresen zusammen und wurde für ihre Kostüme 2025 erneut für den Deutschen Filmpreis nominiert.

## Filmografie
- 1994: Schartl
- 1998: Kiss me!
- 2002: Bungalow
- 2002: Farland
- 2002: Milchwald
- 2003: Saniyes Lust
- 2004: Land’s End
- 2004: Montag kommen die Fenster
- 2004: Die Boxerin
- 2005: Madonnen
- 2006: Fata Morgana
- 2006: Ferien
- 2007: Alter und Schönheit
- 2008: Eine bärenstarke Liebe
- 2009: Unter dir die Stadt
- 2010: Der Junge Siyar
- 2010: Das Ende einer Maus ist der Anfang einer Katze
- 2010: Schlafkrankheit
- 2012: Töchter
- 2012: Kommissarin Lucas – Bittere Pillen
- 2012: Kommissarin Lucas – Lovergirl
- 2014: Auf Einmal
- 2016: Der traumhafte Weg
- 2016: In My Room
- 2016: Casting
- 2017: Ich war zuhause, aber ...
- 2018: Polizeiruf 110: Der Fall Sikorska
- 2018: Das freiwillige Jahr
- 2019: Magische Momente – Ein himmlisch fauler Engel
- 2019: Erzgebirgskrimi – Tödlicher Akkord
- 2020: Weißbier im Blut
- 2020: Rabiye Kurnaz gegen George W. Bush
- 2021: The Man from Rome
- 2024: In Liebe, Eure Hilde
- 2025: Gavagai